# Lycodonomorphus
Lycodonomorphus (африканська водяна змія) — рід змій родини Lamprophiidae. Представники цього роду мешкають в Африці на південь від Сахари.

## Види
Рід Lycodonomorphus нараховує 9 видів:
- Lycodonomorphus bicolor (Günther, 1893)
- Lycodonomorphus inornatus (A.M.C. Duméril, Bibron & A.H.A. Duméril, 1854)
- Lycodonomorphus laevissimus (Günther, 1862)
- Lycodonomorphus leleupi (Laurent, 1950)
- Lycodonomorphus mlanjensis Loveridge, 1953
- Lycodonomorphus obscuriventris V. FitzSimons, 1963
- Lycodonomorphus rufulus (Lichtenstein, 1823)
- Lycodonomorphus subtaeniatus Laurent, 1954
- Lycodonomorphus whytii (Boulenger, 1897)

## Етимологія
Наукова назва роду Lycodonomorphus походить від сполучення наукової назви роду Lycodon Fitzinger, 1826 і слова дав.-гр. μορφη — форма, вигляд.